# Scopula majoraria
Scopula majoraria är en fjärilsart som beskrevs av John Henry Leech 1897. Scopula majoraria ingår i släktet Scopula och familjen mätare. Inga underarter finns listade.